# Annie Llewelyn-Davies
Pour les articles homonymes, voir Llewelyn et Davies.
Annie Patricia Llewelyn-Davies, baronne Llewelyn-Davies de Hastoe, (née Parry, anciennement Rawdon Smith; 16 juillet 1915 - 6 novembre 1997) est une femme politique du parti travailliste britannique et une pair à vie. En 1973, elle est la première femme à prendre en charge le poste de whip dans l'une ou l'autre des chambres du Parlement du Royaume-Uni, et elle sert dans le gouvernement travailliste de 1974 à 1979 comme capitaine des Gentlemen-at-Arms (Whip en chef du gouvernement).

## Biographie
Elle est née à Birkenhead en 1915 de Charles Percy Parry et Sarah Gertrude Hamilton. Elle fait ses études au Wallasey High School, au Birkenhead High School, au Liverpool College, à Huyton et au Girton College de Cambridge .
En 1934, elle épouse Alexander Francis Rawdon Smith, un chercheur en physiologie. Ils n'ont pas d'enfants. Après la dissolution de ce mariage, en 1943, elle épouse Richard Llewelyn-Davies, et leur nom de famille est séparé lorsque Richard est élevé à la pairie sous le nom de Lord Llewelyn-Davies. Ils ont trois filles.

## Carrière politique
Llewelyn-Davies entre dans la fonction publique en 1940 et sert au ministère des Transports de guerre, au ministère des Affaires étrangères, au ministère de l'Air et au Secrétaire d'État aux Relations du Commonwealth . Elle démissionne pour se présenter au siège du parlement travailliste de Wolverhampton Sud-Ouest lors des élections générales de 1951, mais est battue par le conservateur sortant Enoch Powell. Elle se présente sans succès pour le siège central de Wandsworth en 1955 et 1959, et ensuite, ne s'est pas présentée à nouveau au Parlement. Avec le soutien du gouvernement Wilson et le soutien de son ami proche Richard Crossman, qui l'a décrite dans ses journaux comme "la vraie politicienne" quand son mari est élevé à la pairie, elle est créée pair à vie comme baronne Llewelyn-Davies de Hastoe, de Hastoe dans le comté de Hertfordshire le 29 août 1967. Elle est ensuite whip du gouvernement à la Chambre des lords entre 1969 et 1970 et whip en chef adjoint de l'opposition à partir de 1972. En 1973, elle est élue whip en chef, devenant ainsi la première femme à prendre en charge le poste de whip dans les deux chambres. Au retour du Parti travailliste au gouvernement en 1974, elle est capitaine des Gentlemen-at-Arms (whip en chef du gouvernement). En 1975, elle est conseillère privée. De 1979 à 1982, elle est de nouveau whip en chef de l'opposition. De 1982 à 1987, elle est principale vice-présidente des comités de la Chambre des lords, présidente du Comité des Communautés européennes.
Elle est décédée le 6 novembre 1997, à l'âge de 82 ans, à Colchester, au domicile de l'ancien ministre conservateur Cuthbert Alport, qui l'a soignée pendant les dernières années de sa vie. Ils ont cherché réconfort l'un dans l'autre après la mort de leurs conjoints, qui s'est transformée en une histoire d'amour. Ils ont gardé leur relation secrète parce qu'elle craignait que cela ne lui nuise politiquement, et elle a refusé de l'épouser.